# Temozolomide
Temozolomide (INN) is een kankerremmend middel (cytostaticum) dat als chemotherapie gebruikt wordt om de groei van bepaalde tumoren  in de hersenen af te remmen. Het wordt gebruikt in de behandeling van glioom, glioblastoom en astrocytoom, en dit in combinatie met bestraling. Het is verkrijgbaar in capsules voor oraal gebruik. Het middel werkt pas na omzetting in het actieve monomethyl triazenoimidazole carboxamide (MTIC) en is dus een prodrug.
Temozolomide is een DNA-alkyleringsmiddel, dat een alkylgroep (methylgroep) in het DNA van een cel inbouwt. De erfelijke informatie van de cel wordt daardoor verstoord en meestal kan de cel zich daarna niet meer delen. De werking van temozolomide kan evenwel tegengewerkt worden door het eiwit methylguanine methyltransferase, dat dergelijke DNA-beschadiging kan repareren.
Temozolomide werd ontwikkeld aan de Aston University in Birmingham door het team van professor Malcolm F.G. Stevens. Schering-Plough kreeg de licentie voor het middel. Het is sedert 1999 op de markt. De handelsnaam is Temodal (van MSD, na de fusie met Schering-Plough), en het is ook verkrijgbaar als merkloos temozolomide.

## Waarschuwing na registratie
Enkele weken na aanvang of stopzetting van de behandeling kan fatale leverschade optreden. Behandelend artsen dienen voor en na elke behandeling leverfunctieonderzoek uit te voeren.